# 许金彪
许金彪（1911年—1997年1月8日），原名许世猛，男，湖北孝感人，中华人民共和国政治人物，曾任湖北省农业机械厅、工业厅厅长，湖北省政协副主席。